# Yessongs
Yessongs – pierwszy album koncertowy grupy Yes, wydany w 1973 roku.
Oryginalnie album wydany został na trzech płytach winylowych, od roku 1987 koncert dostępny jest na dwóch płytach kompaktowych.

## Lista utworów (wydanie cyfrowe)
CD 1
1. "Opening (excerpt from Firebird Suite)" – 3:47
2. "Siberian Khatru" – 9:03
3. "Heart of the Sunrise" – 11:33
4. "Perpetual Change" – 14:11
5. "And You and I" – 9:33
"Cord of Life"
"Eclipse"
"The Preacher the Teacher"
"Apocalypse"
6. "Mood for a Day" – 2:53
7. "Excerpts from The Six Wives of Henry VIII" – 6:37
8. "Roundabout" – 8:33

CD 2
1. "I've Seen All Good People" – 7:09
"Your Move"
"All Good People"
2. "Long Distance Runaround/The Fish (Schindleria Præmaturus)" – 13:37
"Long Distance Runaround"
"The Fish (Schindleria Præmaturus)"
3. "Close to the Edge" – 18:13
"The Solid Time of Change"
"Total Mass Retain"
"I Get Up I Get Down"
"Seasons of Man"
4. "Yours Is No Disgrace" – 14:23
5. "Starship Trooper – 10:08
"Life Seeker"
"Disillusion"
"Würm"

## Lista utworów (wydanie analogowe)
strona A
1. "Opening (excerpt from Firebird Suite)"
2. "Siberian Khatru"
3. "Heart of the Sunrise"

strona B
1. "Perpetual Change"
2. "And You and I"

strona C
1. "Mood for a Day"
2. "Excerpts from The Six Wives of Henry VIII"
3. "Roundabout"

strona D
1. "I've Seen All Good People"
2. "Long Distance Runaround/The Fish (Schindleria Præmaturus)"

strona E
1. "Close to the Edge"

strona F
1. "Yours Is No Disgrace"
2. "Starship Trooper

## Skład
- Jon Anderson: wokal
- Chris Squire: bass, wokal
- Steve Howe: gitary, wokal
- Rick Wakeman: instrumenty klawiszowe
- Bill Bruford: perkusja (utwór 4. na CD 1, utwór 2. na CD 2)
- Alan White: perkusja (pozostałe utwory)